# Eric Papilaya

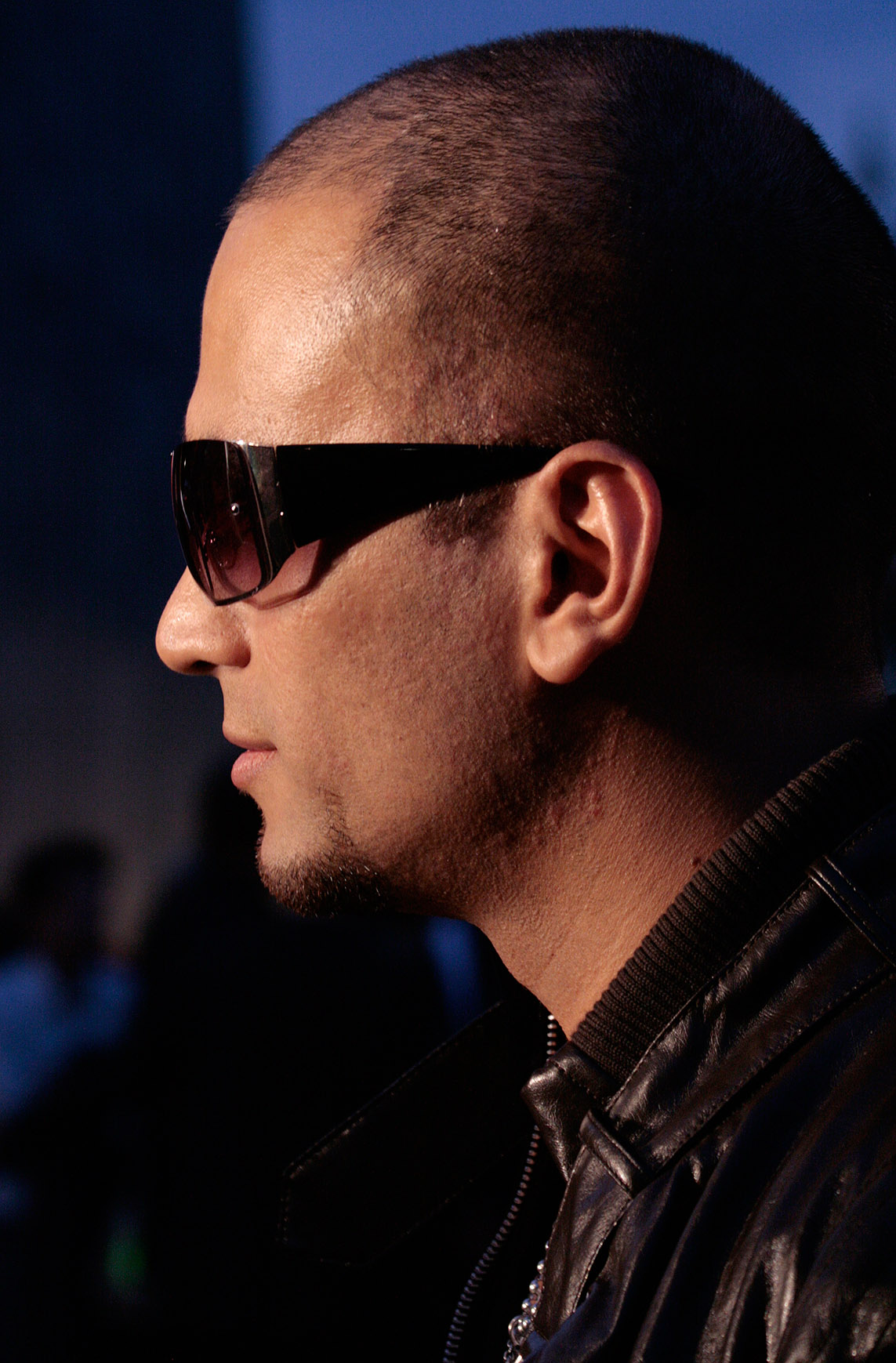
Eric Papilaya

Eric Papilaya (Vöcklabruck, Alta Áustria, Áustria, 9 de junho de 1978) é um cantor austríaco. Foi o representante da Áustria no Festival Eurovisão da Canção 2007, com a canção "Get a life, get alive".